# 아오야정
아오야정(青谷町)은 돗토리현 동부에 존재했던 정이며 게타카군에 속했다.
2004년 11월 1일에 이와미군 후쿠베촌, 고후쿠정, 게타카군, 게타카정, 시카노정, 야즈군 가와하라정, 모치가세정, 사지촌과 함께 돗토리시에 편입되어 소멸하였다.

## 지리
동해측에 위치하고, 평야는 적으며. 해안에는 해수욕장이 많다.

## 역사
- 1889년 10월 1일 - 정촌제 시행과 함께 게타군 합병전의 정역인 아오야촌이 성립하였다.
- 1896년 4월 1일 - 아오야촌의 소속군이 게타카군으로 변경되었다.
- 1914년 4월 1일 - 아오야촌이 정으로 승격해 아오야정이 되었다.
- 1953년 7월 31일 - 3개의 촌이 합병해 새로운 아오야정이 성립하였다.
- 1955년 3월 31일 - 히오키촌을 편입하였다.
- 2004년 11월 1일 - 돗토리시에 편입되었다. 동일 아오야정은 폐지되었다.

## 교통

### 도로
- 국도 9호선

### 철도
- 서일본 여객철도
  - 산인 본선